# Осеола (Міссурі)
Осеола (англ. Osceola) — місто (англ. city) в США, в окрузі Сент-Клер штату Міссурі. Населення — 909 осіб (2020).

## Географія
Осеола розташована за координатами 38°2′48″ пн. ш. 93°41′53″ зх. д. / 38.04667° пн. ш. 93.69806° зх. д. (38.046759, -93.698005).  За даними Бюро перепису населення США в 2010 році місто мало площу 2,43 км², з яких 2,37 км² — суходіл та 0,06 км² — водойми.

## Демографія
Згідно з переписом 2010 року, у місті мешкало 947 осіб у 394 домогосподарствах у складі 225 родин. Густота населення становила 390 осіб/км².  Було 502 помешкання (207/км²).
Расовий склад населення:
| - 94,2 % — білих - 1,7 % — чорних або афроамериканців - 0,7 % — корінних американців - 0,1 % — азіатів |

До двох чи більше рас належало 2,9 %. Частка іспаномовних становила 3,1 % від усіх жителів.
За віковим діапазоном населення розподілялося таким чином: 21,9 % — особи молодші 18 років, 57,9 % — особи у віці 18—64 років, 20,2 % — особи у віці 65 років та старші. Медіана віку мешканця становила 39,7 року. На 100 осіб жіночої статі у місті припадало 100,6 чоловіків;  на 100 жінок у віці від 18 років та старших — 106,1 чоловіків також старших 18 років.
Середній дохід на одне домашнє господарство  становив 29 450 доларів США (медіана — 23 207), а середній дохід на одну сім'ю — 41 013 долари (медіана — 39 375). Медіана доходів становила 28 917 доларів для чоловіків та 33 750 доларів для жінок. За межею бідності перебувало 27,4 % осіб, у тому числі 34,7 % дітей у віці до 18 років та 24,2 % осіб у віці 65 років та старших.
Цивільне працевлаштоване населення становило 249 осіб. Основні галузі зайнятості: освіта, охорона здоров'я та соціальна допомога — 23,3 %, роздрібна торгівля — 16,9 %, мистецтво, розваги та відпочинок — 12,0 %, транспорт — 10,8 %.